# Kodjo, Mentor en Present (2000)
Kodjo, Mentor en Present is een herineringsplaquette die in 2000 wed onthuld aan de Heiligenweg in Paramaribo, Suriname, in de buurt van het plein Kodjo, Mentor en Presentpren. Op dit plein zelf werd in 2018 nog een plaquette van Kodjo, Mentor en Present onthuld. De plaquettes zijn onthuld ter herinnering aan de verzetsstrijders Kodjo, Mentor en Present die de stadsbrand van Paramaribo van 1832 veroorzaakten.
De plaquette werd in 2021 gerestaureerd door Iwan Verwey. Hij verhoogde het aan de onderkant en bekleedde de drie dragers met grindstenen. De tekst maakte hij met een verflaagje weer leesbaar.

## Stadsbrand van 1832
In januari 1832 had een brand bij het Gouvernementsplein al eens huizen in tien straten in de as gelegd, waaronder aan de Heiligenweg. In september van hetzelfde jaar ontstond een enorme stadsbrand aan de Heiligenweg. Deze was aangestoken in de winkel van Mozes Monsanto door de weggelopen slaven Kodjo, Mentor en Present. Vijftig panden gingen in rook op. Ze werden later opgepakt en ter dood veroordeeld. Een bijkomend gevolg was dat slaven sindsdien strenger gestraft werden.

## Onthulling
De plaquette ligt op een rechthoekig blok graniet dat op heuphoogte in de lucht wordt gehouden door drie vierkante betonnen palen. Onder de aanwezigen bevonden zich minister Yvonne Raveles-Resida van Regionale Ontwikkeling, Rudolf Mangal van Onderwijs en Volksontwikkeling en Sonny Kertoidjojo van Binnenlandse Zaken. Op de plaquette is te lezen dat de onthullingsplechtigheid op 26 januari 2000 werd voltrokken door minister Raveles-Resida, Iwan Wijngaarde van Feydrasi Fu Afrikan Srananman en Elfriede Baarn-Dijksteel van de culturele vereniging NAKS.
Op dezelfde dag werd de naam van het plein Kodjo, Mentor en Presentpren onthuld. De middag werd afgesloten met dans en muziek.